# Les Gavroches
Les Gavroches – rzeźba z brązu autorstwa maltańskiego rzeźbiarza Antonia Sciortino, przedstawiająca paryskie dzieci ulicy, zainspirowana postacią Gavroche’a z powieści Victora Hugo z 1862 „Nędznicy”. Posąg został odlany w 1904 i przez większość XX wieku był ustawiony w Upper Barrakka Gardens w Valletcie na Malcie. W 2000 posąg został odrestaurowany i przeniesiony do Narodowego Muzeum Sztuk Pięknych (obecnie MUŻA) w tym samym mieście, a na miejscu umieszczono replikę.

## Historia
Sciortino ukończył „Les Gavroches” w 1904, kiedy mieszkał w Rzymie. Do następnego roku rzeźba była wystawiana w Rzymie i Paryżu. Ostatecznie została zabrana na Maltę przez Society of Arts, Manufacturers and Commerce, za cenę 120 funtów.

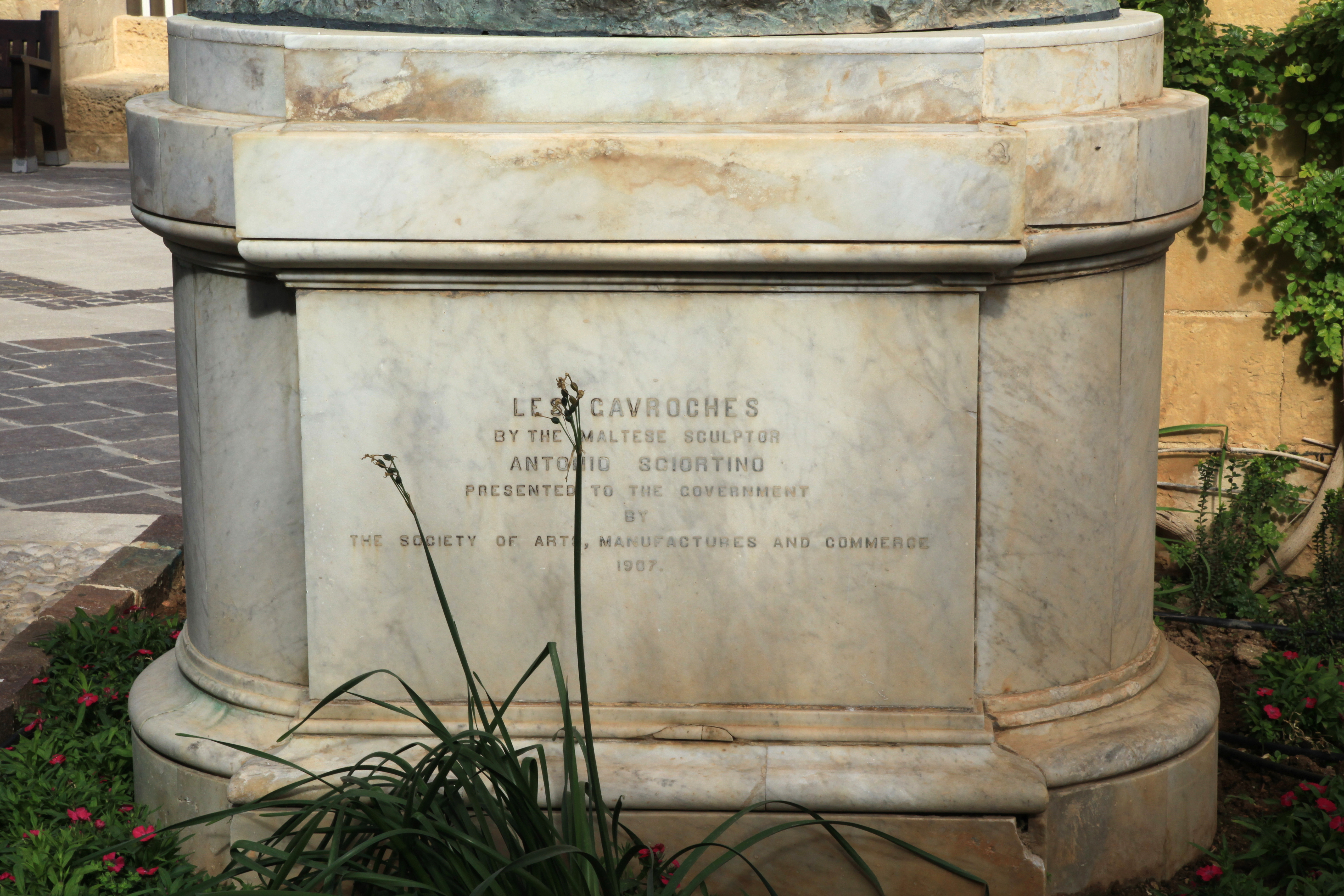
Cokół rzeźby z napisem z 1907

W 1907 roku stowarzyszenie przekazało rzeźbę rządowi pomnik, i została ona umieszczona w Upper Barrakka Gardens. Na cokole rzeźby znajduje się napis upamiętniający jej przekazanie. W czasie II wojny światowej dzieło zostało usunięte w celu zapewnienia mu bezpieczeństwa, ale po zakończeniu wojny przywrócono je na miejsce.
16 stycznia 1951 premier George Borg Olivier podczas ceremonii w Auberge d’Aragon podarował księżniczce Elżbiecie (późniejszej królowej Elżbiecie II) mały brązowy model „Les Gavroches” wykonany przez Sciortino.
Z powodu ekspozycji na żywioły rzeźba uległa z biegiem lat pewnym zniszczeniom. Została zabrana z ogrodów w celu renowacji, czego bezpłatnie dokonał Sante Guido. Renowacja została ukończona w 2000, i aby zapobiec ponownej degradacji w przyszłości dzieło zostało przeniesione do Narodowego Muzeum Sztuk Pięknych w Valletcie. Obecnie znajduje się w MUŻA.
Replika rzeźby została później umieszczona w pierwotnym miejscu. W 2012 minister środowiska i kultury Mario de Marco wybrał „Les Gavroches” jako największy skarb Malty do dodania do Europeana.

## Opis

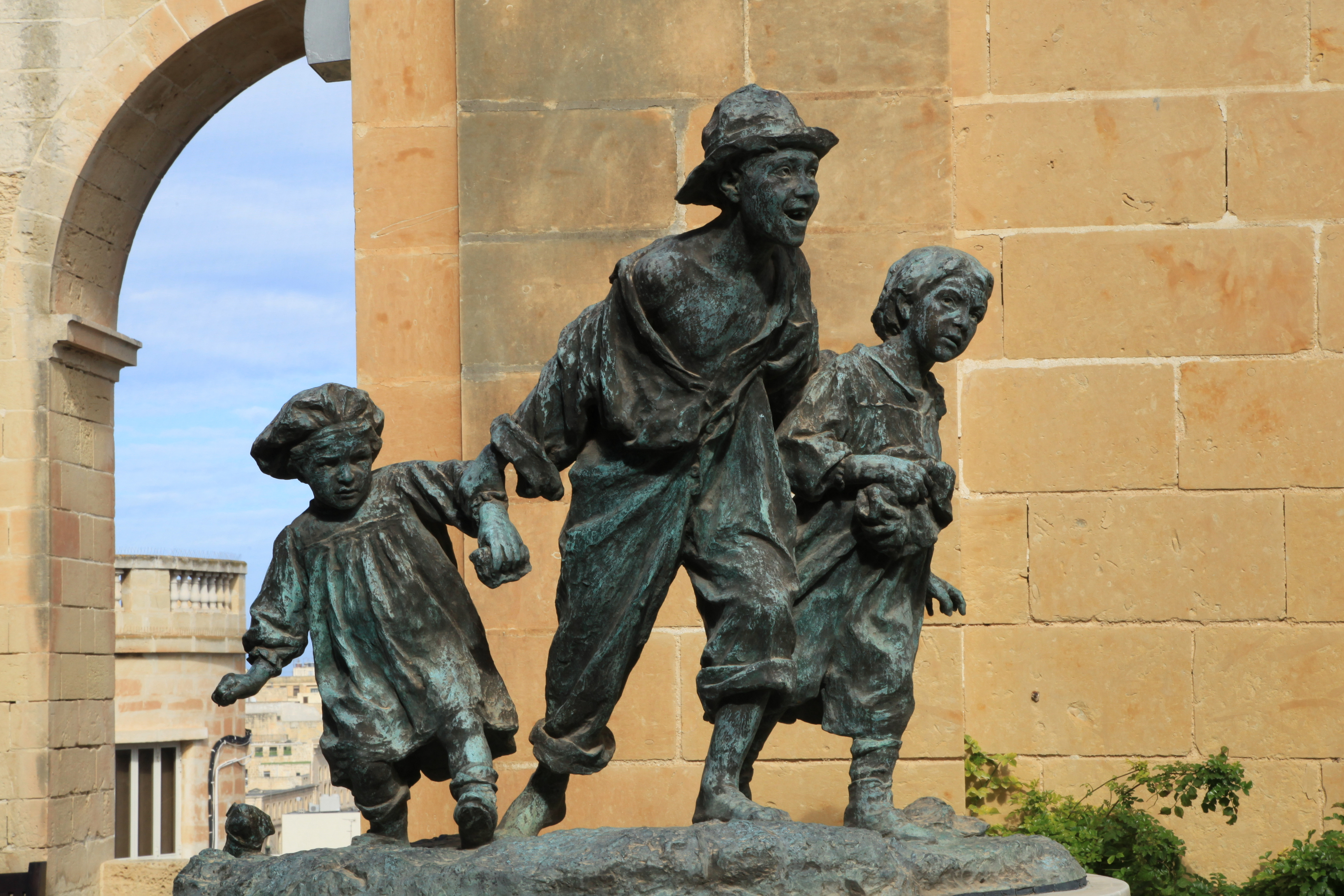
Replika rzeźby w Upper Barrakka Gardens

„Les Gavroches” przedstawia troje dzieci ulicy z Paryża w czasie rewolucji francuskiej 1848. Temat i tytuł były inspirowane postacią Gavroche’a z powieści Victora Hugo z 1862 „Nędznicy”. Rzeźba przedstawia wątki nadziei i niewinności, podkreślając aspiracje młodego pokolenia do wolności i postępu.
Rzeźba pokazuje wpływy impresjonizmu oraz twórczości Auguste Rodina. Posąg jest jednym z wczesnych dzieł Sciortino, artysta wykonał go w wieku 24 lat, i jest uważane za jedno z jego najlepszych arcydzieł.

## Dziedzictwo
Rzeźba „Les Gavroches” została przedstawiona na znaczku Malty o wartości 1s6d wydanym w 1956, na złotych monetach o wartości Lm100 wybitych w 1977 oraz na srebrnych i złotych monetach o nominale odpowiednio 10 euro i 50 euro wybitych w 2012. Została również przedstawiona na karcie telefonicznej Telemalta.